# ムハマド・アブディ・ユスフ
ムハマド・アブディ・ユスフ (英語: Muhammad Abdi Yusuf, ソマリ語: Maxamed Cabdi Yuusuf, アラビア語: محمد يوسف عبدي) は、ソマリアの政治家。2003年から2004年までソマリア首相。

## 生涯

### 生誕
ムハマド・アブディは1941年7月1日にアブディ・ユスフ・アリ・ジャーの息子としてイタリア領ソマリランドのハラデレで生まれた。出身氏族はダロッドのマジェルテーン。
1949年10月5日、ムハマド・アブディの父はソマリ青年同盟で独立運動をしていた際に銃撃戦で死亡した。
1950年、ソマリ青年同盟のメンバーがムハマド・アブディをモガディシュの小中学校に通わせた。高校はモガディシュのハマル・ジャジャブ地区のスクーラ・コマーシャル・レギオネリア・ジェネラルを卒業。

### 成人後初期
1960年にソマリアが独立した頃から、ムハマド・アブディは空港の郵便局で働き始めた。初期のソマリア軍に加わるが、病気のため除隊。
1969年に陸軍少将のモハメド・シアド・バーレがクーデターを起こして政権を取った。バーレ大統領はソマリアの社会主義化を進めたため、ソマリアとソビエト連邦との縁が深くなり、ムハマドも1972年から1974年までモスクワの大学に留学して政治哲学を学んだ。
帰国後はサナーグ州などで政府役人を務める。1976年7月1日、できたばかりの独裁与党ソマリ社会主義革命党のメンバーとなる。1977年から1979年まで、中部シェベリ州知事兼ジョハール市長。1977年から、ソマリアと隣国エチオピアとの間でオガデン戦争が始まり、中部シェベリ州は主戦場までの通り道に当たったので、ムハマド・アブディも軍の輸送に貢献した。
1980年から1984年まで、公共事業住宅副大臣兼ソマリア議会議員。1984年から1985年まで航空陸運副大臣、1986年に郵便通信副大臣、1987年から1989年まで公共事業住宅副大臣（一時大臣代理）、1989年から1991年まで労働スポーツ副大臣を歴任。

### ソマリア内戦
1991年からソマリア内戦が本格化し、ムハマド・アブディはケニアのナイロビに亡命した。1993年、ソマリア内戦終結を目的としてエチオピアのアディスアベバで開かれたソマリアの国民和解に関する会議に参加。（ただしこの会議は決裂する。）1994年から2000年までオランダに住んだ。

### 暫定国民政府
2000年にジブチのアルタで開かれたソマリア国家平和会議に参加。この会議をきっかけにして、新たなソマリア中央政府である「ソマリア暫定国民政府」が作られることになり、ムハマド・アブディは初代のソマリア暫定国民議会の副議長に選出された。
2003年になると、暫定国民政府に賛同しない国内の氏族・地域が多数あることがもはや明らかとなり、新たな政体が模索された。そのための和平交渉がソマリアの隣国ケニアで行われた。しかしながら暫定国民政府・議会はその動きに反対であり、ムハマド・アブディは3月に報道機関IRINに対し、暫定国民政府の代表代理として、「この和平交渉にエチオピアが関与している限り、我々はこの交渉には参加しない。エチオピアは最近にもソマリアの一部を占領している」と語っている。

### ソマリア首相
2003年12月8日、ソマリア暫定国民政府大統領のアブディカシム・サラ・ハッサンは、首相のハッサン・アブシル・ファラを解任し、ムハマド・アブディを首相に任命した。しかし解任されたハッサン・アブシルは、この解任は憲法違反で無効だと主張。この頃から暫定国民政府自体の正当性があやふやとなり、まもなく新しい政治形態である暫定連邦政府が作られることが決まったため、ムハマド・アブディが首相としての権限を振るうことはほとんどなかった。

### 暫定連邦政府
暫定国民政府は失敗に終わり、「暫定連邦政府」という新しい政体が発足することになった。ただし当初の拠点はソマリア国内ではなく、隣国ケニアだった。2004年9月、ハッサン・アブシルは暫定連邦議会の議長に立候補し、議会議員にまでは選ばれたが、議長にはシャリフ・ハッサン・シェイク・アデンが当選した。2004年11月3日に、新大統領のアブドゥラヒ・ユスフが首相にアリー・ムハンマド・ゲーディを指名したため、ハッサン・アブシルは正式に首相退任となった。
2005年2月には、シャリフ・ハッサン議長と共にイギリスのバーミンガムを訪問し、現地のソマリ人コミュニティと会談した。

### 連邦議会
2012年に暫定連邦政府は正式に「ソマリア連邦共和国」となり、多くの外国にも承認された。ハッサン・アブシルは引き続き連邦議会の議員となった。
2013年8月6日、ハッサン・アブシルを代表とする連邦議員約10名が、連邦構成国の一つであるプントランドのガルカイヨを訪れ、当時対立気味だった連邦政府とプントランドの調整を行っている。
2013年暮れには大統領ハッサン・シェイク・モハムドと首相アブディ・ファラ・シルドンの間に対立が起こり、首相の辞任問題に発展した。結局、首相辞任問題はソマリア連邦議会で決めることとなった。ソマリア議員の過半数は、首相に議会での抗弁の機会すら与えないという決定を下した。この決議に対してハッサン・アブシルは強硬に反対意見を表明した。
2016年2月、ハッサン・アブシルら54名の議員は、大統領のハッサン・シェイク・モハムドが憲法違反を犯したとして、非難動議を提出した。ただし連邦議会と大統領の選挙が直後の8月に予定されており、単なるパフォーマンスだとする意見もある。
2020年2月の段階でモガディシュに居住。